# 6. konjeniška brigada (zračna konjenica)
Za druge 6. brigade glejte 6. polk.
6. konjeniška brigada (zračna konjenica) (izvirno angleško 6th Cavalry Brigade (Air Cavalry)) je bila zračnokonjeniška brigada Kopenske vojske Združenih držav Amerike.

## Odlikovanja
- Predsedniška omemba enote